# Tuchenbach (Zenn)
Der Tuchenbach ist ein linker Zufluss der Zenn in den bayerischen Landkreisen Erlangen-Höchstadt und dann vor allem Fürth. Nach etwa 61⁄2 km langem Lauf insgesamt nach Südosten mündet er in Veitsbronn von links in die untere Zenn.

## Geographie

### Verlauf
Der Tuchenbach entsteht an einem Teichabfluss südlich des Siedlungsplatzes Poppenhof in der Stadtteilgemarkung Zweifelsheim von Herzogenaurach auf etwa 365 m ü. NHN, just eben noch im Landkreis Erlangen-Höchstadt. Er fließt anfangs nach Osten und bald im Gemeindegebiet von Tuchenbach im Nachbarlandkreis Fürth. Er durchfließt vier Weiher, bevor er die Kreisstraße FÜ 8 unterquert. Er passiert die Schmidtweiher am linken Ufer und wendet sich dann südwärts.
Kurz vor dem Dorf Tuchenbach fließt er zwischen den Neuweihern hindurch und umrundet dann den Siedlungsbereich des Dorfes in einem nach Westen ausholenden Bogen, wobei er die Kreisstraße erneut quert. Ab der Kläranlage am Südrand Tuchenbachs fließt er südostwärts und wechselt dann bald aufs Gemeindegebiet von Veitsbronn über.
An der Bachmühle erreicht er den Siedlungsbereich des Pfarrdorfes, das er dann durchquert, dabei ist er auf Teilabschnitten verdolt. Am Feuerwehrmagazin tritt er in einen schmalen Wiesenstreifen in der Flussaue aus und fließt nach dessen Durchquerung auf etwa 294 m ü. NHN von links und gegenüber dem Dorf Siegelsdorf der Gemeinde von links in die untere Zenn ein.
Der Tuchenbach mündet nach etwa 6,4 km langem Lauf mit mittlerem Sohlgefälle von etwa 11 ‰ rund 71 Höhenmeter unterhalb seines Ursprungs am Teichausfluss.

### Einzugsgebiet
Das Einzugsgebiet des Tuchenbachs ist etwa 10,1 km² groß und liegt naturräumlich gesehen im Unterraum Aurach-Zenn-Platten des Mittelfränkischen Beckens. Im Untergrund liegen Gesteine des Mittelkeupers vom Unteren Burgsandstein der Löwenstein-Formation bis hinunter zu den Lehrbergschichten der Steigerwald-Formation um die Mündung. Das Gebiet ist überwiegend offen und von Äckern bedeckt, es gibt wenige eher kleine Waldinseln und einen etwas breiteren Waldstreifen an der nordöstlichen Wasserscheide.
Reihum grenzen die Einzugsgebiete der folgenden Nachbargewässer an:
- Im Südwesten fließt der Fembach zu seiner Mündung in die Zenn wenig oberhalb des Tuchenbachs;
- das Gebiet im Norden entwässert über den Schleifmühlbach zur Mittleren Aurach, die abwärts der Zenn ebenfalls in die Regnitz einfließt;
- im Nordosten liegt das Quellgebiet des Michelbachs, der zwischen diesen beiden zur Regnitz läuft;
- im Osten fließt das Eichwasser zur Zenn wenig unterhalb des Tuchenbachs und noch in Veitsbronn.